# Chang Sang

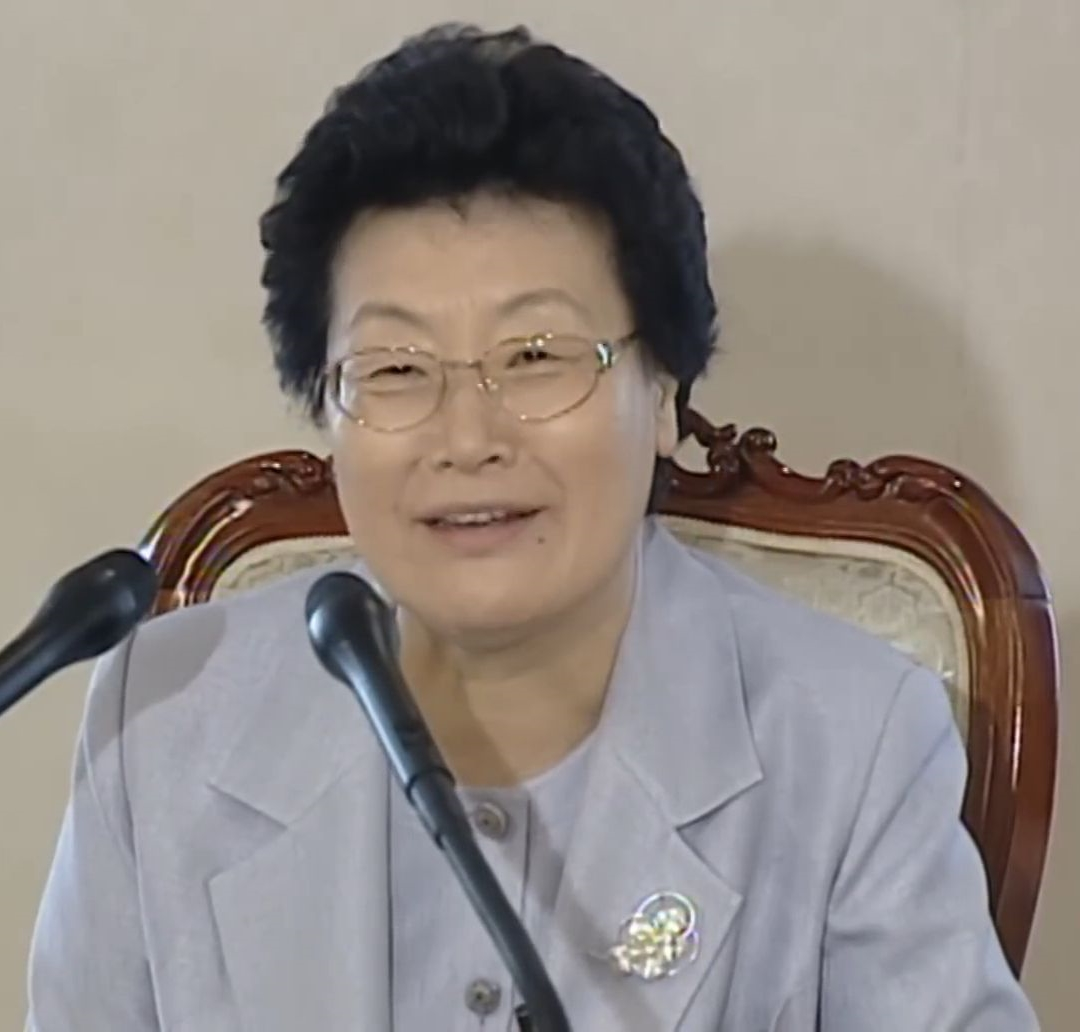
Chang Sang

Chang Sang (* 3. Oktober 1939 in Ryongchŏn, heutiges Nordkorea) ist eine südkoreanische Politikerin.
Sie studierte an der Ewha Womans University in Seoul und machte ihren Doktor in Theologie an der Princeton University. Von 1996 bis 2002 war sie die Präsidentin der Ewha Womens University. Vom 11. bis zum 31. Juli 2002 war sie unter Kim Dae-jung geschäftsführende Premierministerin von Südkorea. 2006 wurde sie Vorsitzende der oppositionellen Minju-Partei (민주당, Demokratische Partei). Bei der Parlamentswahl 2008 wurde sie als Abgeordnete der DP gewählt und zog in die Gukhoe ein.